# 七大银行寡头
「七大银行寡头」（俄语：Семибанкирщина），又称“俄罗斯七大寡头”。指的是苏联解体后，在鲍里斯·尼古拉耶维奇·叶利钦推动休克疗法过程中攫取大量财富的俄罗斯金融寡头。1996年10月29日，鲍里斯·别列佐夫斯基在与《金融时报》的专访中首次提出此概念，用以形容七个掌控了大多数俄罗斯经济和媒体行业的人。在1996年俄羅斯大選前夕，鲍里斯·尼古拉耶维奇·叶利钦曾秘密召见他们，双方达成了一项协议：他们确保叶利钦连任，叶利钦則维护他们的经济利益。

## 成员
- 鲍里斯·阿布拉莫维奇·别列佐夫斯基——联合银行总裁
- 米哈伊尔·鲍里索维奇·霍多尔科夫斯基——梅纳捷普银行总裁
- 弗拉基米尔·亚历山德罗维奇·古辛斯基——大桥银行总裁
- 弗拉基米尔·维克托罗维奇·维诺格拉多夫——国际商业银行总裁
- 亚历山大·帕夫洛维奇·斯摩棱斯基——首都储蓄银行总裁
- 米哈伊尔·马拉托维奇·弗里德曼——阿尔法银行总裁
- 维塔利·鲍里索维奇·马尔金——俄罗斯信贷商业银行总裁